# Тюпський район
Тюпський район (кирг. Түп району) — район Іссик-Кульської області Киргизстану. Центр району — село Тюп.